# 甘泉路街道
甘泉路街道，是中华人民共和国上海市普陀區下辖的一个乡镇级行政单位，前身為1956年成立的甘泉新村办事处，1959年划归宜川新村街道管轄，1982年恢復甘泉街道，1987年改名為甘泉新村街道。1991年，甘泉新村和沪太新村兩個街道合併，新的街道取名為甘泉路街道。面积2.36平方公里。户籍人口9.28万人（2009年6月底）。

## 行政区划
甘泉路街道下辖以下居委会：
延长居委会、合阳居委会、新宜居委会、新沪居委会、子长居委会、长新居委会、周家巷居委会、志丹居委会、名都花苑居委会、黄陵居委会、安塞居委会、汪家井居委会、章家巷居委会、新长居委会、南泉苑居委会、甘泉苑居委会、东泉苑居委会、悦达第一居委会、双山居委会和新灵居委会。